# Motoi Yamamoto
Motoi Yamamoto (jap. 山本 基, Yamamoto Motoi; * 1966 in Onomichi, Präfektur Hiroshima, Japan) ist ein japanischer Künstler.

## Werk
Motoi Yamamoto arbeitet mit Salz als Ausdrucksform seiner Kunst. Er kreiert aus Salz fiktive Räume, Flächen und Labyrinthe. Dabei spielt das Labyrinth, eines seiner Hauptthemen, eine wichtige Rolle.

## Soloausstellungen (Auswahl)
- 2006: Ginza Komatsu Art Space, Tokyo
- 2005:
  - Ierimonti Gallery, Milan
  - Nizayama Forest Art Museum, Toyama
  - Art Gallery Artium, Fukuoka
  - CAI, Contemporary Art International, Hamburg
- 2002: T.L.A.P, Tokyo
- 2001:
  - Akiyama Gallery, Tokyo
  - Gallery K2, Ishikawa
- 2000:
  - Kojimachi Gallery, Tokyo
  - 300DAYS Gallery, Tokyo
  - Gallery G2, Fukui
- 1999:
  - Gallery Bellini Yokohama, Kanagawa
  - Gallery LeDeco, Tokyo
- 1998:
  - Gallery Moe, Tokyo
  - Gallery Arai, Shizuoka
- 1997:
  - Galerie Ando, Tokyo
  - Gallery Rasen, Toyama
- 1996: Gallery Myu, Tokyo
- 1994: Kanazawa Yomiuri Hall, Ishikawa